# Síndic (dret)

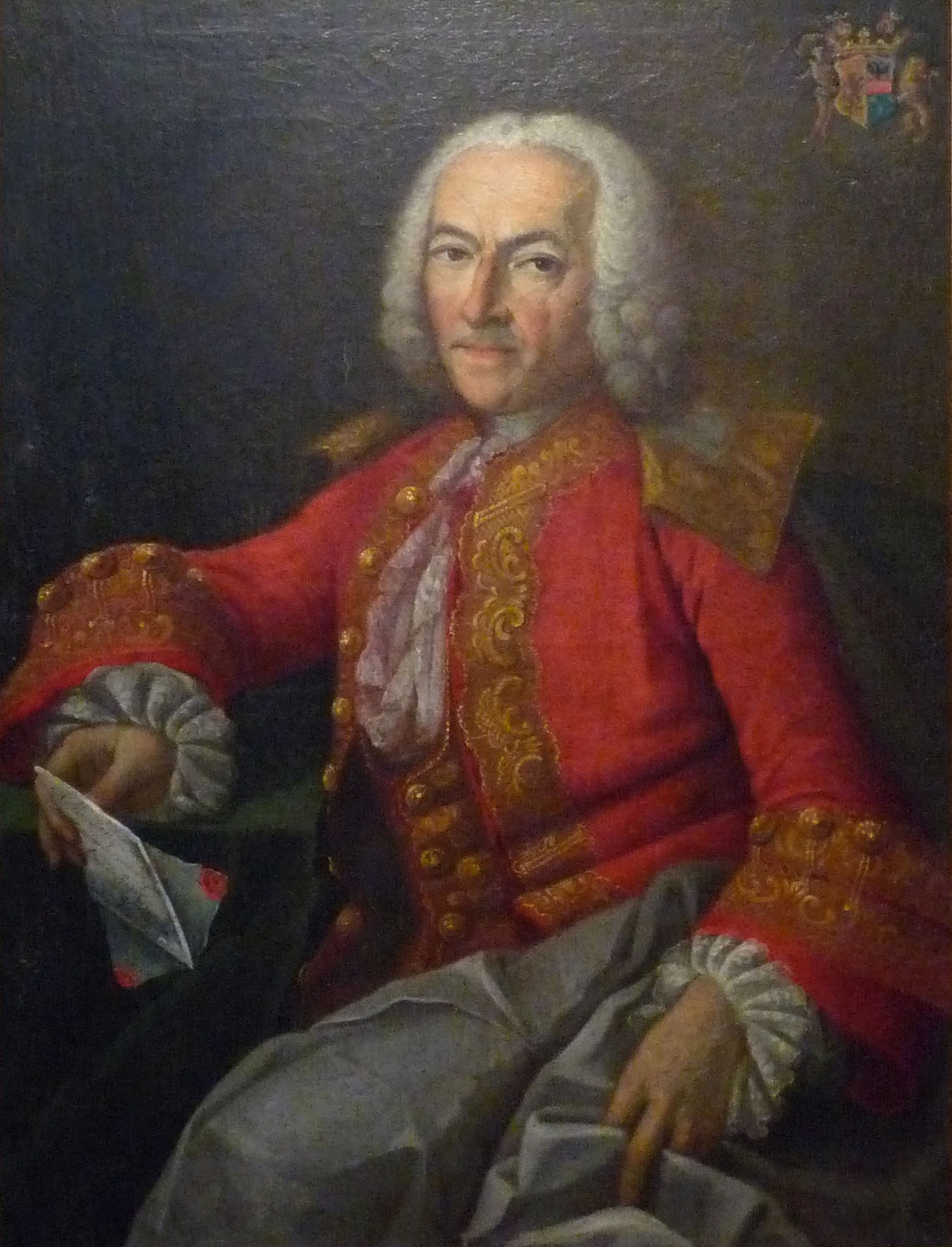
El baró Jean François de Spon, Síndic Real a Estrasburg des de 1758 fins a 1773.

El síndic és una persona triada per una comunitat o corporació per cuidar dels seus interessos. Com a tal, té diferents accepcions en diferents branques del Dret.
En tot cas, el treball del síndic sol consistir a fiscalitzar el funcionament d'una entitat amb la finalitat de protegir els interessos dels seus representats.

## Dret públic
El síndic és una autoritat triada pel poble, per cuidar dels seus interessos, immiscint-se a l'Ajuntament i fent d'intermediari entre el poble i les autoritats per salvaguardar la legalitat, honradesa i eficiència.

## Dret privat

### Dret concursal
En un concurs de creditors o en una fallida, el síndic és l'encarregat de liquidar l'actiu i el passiu del deutor. Després de la declaració de la situació concursal es procedeix al seu nomenament, i des d'aquest moment té tots els poders d'un administrador sobre el patrimoni que va a ser objecte de liquidació.
Té l'obligació de protegir els interessos dels creditors, tractant d'obtenir el major benefici possible dels béns del deutor per satisfer el major percentatge possible de deutes impagats.

### Dret de societats
Existeixen diverses figures en Dret societari. Aquests són alguns exemples:
- Síndic de la cooperativa: fiscalitza l'administració de l'entitat amb la finalitat de protecció dels socis.
- Síndic de les societats emissores d'obligacions: Figura que apareix per fiscalitzar a aquestes societats amb la finalitat de protegir els interessos dels obligacionistes.